# 1752
| [ Edytuj tabelę ]              | |
| Król Polski                    | - 1733 August III Sas 1763 |
| Emir Afganistanu               | - 1747 Ahmed Szah Abdali (padyszach) 1772                                                                                            |
| Współksiążęta Andory           | - 1747 Sebastià José de Victoria de Emparán de Loyola 1756 - 1715 Ludwik XV 1774                                                     |
| Elektor Bawarii                | - 1745 Maksymilian III Józef 1777 |
| Sułtan Brunei                  | - 1745 Hussin Kamaluddin 1762 |
| Cesarz Chin                    | - 1735 Qianlong 1796 |
| Król Czech                     | - 1743 Maria Teresa 1780 |
| Król Danii                     | - 1746 Fryderyk V 1766 |
| Dalajlama                      | - 1708 Kelzang Gjaco 1757 |
| Cesarz Etiopii                 | - 1730 Ijasu II 1755 |
| Król Francji                   | - 1715 Ludwik XV 1774 |
| Król Hiszpanii                 | - 1746 Ferdynand VI 1759 |
| Landgraf Hesji-Kassel          | - 1751 Wilhelm VIII Heski 1760 |
| Stadhouder Holandii            | - 1751 Wilhelm V Orański 1795 |
| Szach Iranu                    | - 1750 Karim Chan 1779 |
| Państwo Wielkich Mogołów       | - 1748 Ahmad Szah Bahadur 1754 |
| Król Irlandii                  | - 1727 Jerzy II Hanowerski 1760 |
| Cesarz Japonii                 | - 1747 Momozono 1762 |
| Kalif                          | - 1736 Mahmud I 1754 |
| Patriarcha Konstantynopola     | - 1752 Cyryl V 1757 |
| Władca Korei                   | - 1724 Yŏngjo 1776 |
| Emir Kuwejtu                   | - 1752 Sabah I 1762 |
| Książę Liechtensteinu          | - 1748 Józef Wacław 1772 |
| Sułtan Maroka                  | - 1745 Abdullah ibn Ismail 1757 |
| Książę Monako                  | - 1733 Honoriusz III 1793 |
| Król Nawarry                   | - 1710 Ludwik XV 1774 |
| Król Norwegii                  | - 1746 Fryderyk V 1766 |
| Sułtan Omanu                   | - 1749 Ahmad ibn Sa’id 1783 |
| Elektor Palatynatu             | - 1742 Karol IV Teodor 1799 |
| Papież                         | - 1740 Benedykt XIV 1758 |
| Książę Parmy i Piacenzy        | - 1748 Filip 1765 |
| Król Portugalii                | - 1750 Józef 1777 |
| Król w Prusach                 | - 1740 Fryderyk II Wielki 1772 |
| Car Rosji                      | - 1741 Elżbieta 1762 |
| Cesarz Rzymski (niemiecki)     | - 1745 Franciszek I Lotaryński 1765                                                                                                  |
| Kapitanowie Regenci San Marino | - 1751 Giovanni Maria Giangi Marino Tini 1752 - 1752 Giacomo Begni Pompeo Zoli 1752 - 1752 Costantino Bonelli Giovanni Martelli 1753 |
| Elektor Saksonii               | - 1733 Fryderyk August II (król Polski) 1763                                                                                         |
| Król Sardynii                  | - 1730 Karol Emanuel III 1773 |
| Król Szwecji                   | - 1751 Adolf Fryderyk 1771 |
| Król Tajlandii                 | - 1733 Boromma Kot 1758 |
| Sułtan Turków                  | - 1730 Mahmud I 1754 |
| Doża Wenecji                   | - 1741 Pietro Grimani 1752 - 1752 Francesco Loredano 1762                                                                            |
| Król Węgier                    | - 1740 Maria Teresa 1780 |
| Monarcha Wielkiej Brytanii     | - 1727 Jerzy II 1760 |
| Premier Wielkiej Brytanii      | - 1743 Henry Pelham 1754 |

Rok 1752 / MDCCLII
stulecia: XVII wiek ~
XVIII wiek ~
XIX wiek

lata: 1742 «
1747 «
1748 «
1749 «
1750 «
1751 «
1752
» 1753
» 1754
» 1755
» 1756
» 1757
» 1762

## Wydarzenia w Polsce
- 5 lutego – Franciszek Bieliński powołał w Ostrowie (Wielkopolskim) pierwszą w Polsce zawodową straż pożarną.
- 4 czerwca – biskupi Wojciech Stanisław Leski i Fabian Franciszek Pląskowski koronowali koronami papieskimi figurę Matki Boskiej Łąkowskiej w kościele klasztoru franciszkanów w Łąkach Bratiańskich.

## Wydarzenia na świecie
- 11 lutego – w Filadelfii otwarto pierwszy amerykański szpital (Pennsylvania Hospital).
- 29 lutego – Alaungpaya został królem Birmy.
- 23 marca – ukazało się pierwsze wydanie „Halifax Gazette”, najstarszej gazety w Kanadzie.
- 7 czerwca – Giovanni Battista Grimaldi został dożą Genui.
- 15 czerwca – Benjamin Franklin udowodnił, że piorun jest zjawiskiem elektrycznym.
- 2 września – Wielka Brytania i jej kolonie odeszły od kalendarza juliańskiego na rzecz używanego od niemal 200 lat na kontynencie kalendarza gregoriańskiego. Na skutek tego po 2 września w Anglii nastąpił od razu 14 września (zobacz też: 1582). Nieporozumienia wynikające z niezgodności kalendarzy przedstawił m.in. Umberto Eco w powieści Wahadło Foucaulta.
- 14 września – Imperium brytyjskie przyjęło kalendarz gregoriański.

- W monarchii Habsburgów zakazano urzędnikom pobierania dodatkowego wynagrodzenia od interesantów (łapówek).
- Benjamin Franklin wynalazł piorunochron.

## Urodzili się
- 2 stycznia – Franciszek Zabłocki, polski komediopisarz i poeta (zm. 1821)
- 31 stycznia - Gouverneur Morris, amerykański polityk, dyplomata, senator ze stanu Nowy Jork (zm. 1816)
- 8 marca - William Bingham, amerykański polityk, senator ze stanu Pensylwania (zm. 1804)
- 10 marca – Józef Zajączek, polski i francuski generał, polityk (zm. 1826)
- 21 kwietnia – Tomasz Rehm, francuski dominikanin, męczennik, błogosławiony katolicki (zm. 1794)
- 24 kwietnia - Henry Latimer, amerykański polityk, senator ze stanu Delaware (zm. 1819)
- 29 kwietnia - Theodore Foster, amerykański prawnik, polityk, senator ze stanu Rhode Island (zm. 1828)
- 10 maja - Amalia Wittelsbach, księżniczka Palatynatu-Birkenfeld, elektorowa i królowa Saksonii, księżna warszawska (zm. 1828)
- 4 czerwca - John Eager Howard, amerykański pułkownik, polityk, senator ze stanu Maryland (zm. 1827)
- 7 lipca – Joseph Marie Jacquard, francuski tkacz i wynalazca (zm. 1834)
- 23 lipca - Emmanuel von Schimonsky, niemiecki duchowny katolicki, biskup wrocławski (zm. 1832)
- 18 września – Adrien-Marie Legendre, matematyk francuski (zm. 1833)
- 20 września - Hieronim Stroynowski, polski duchowny katolicki, biskup wileński (zm. 1815)
- 15 listopada - Nathaniel Chipman, amerykański prawnik i polityk, senator ze stanu Vermont (zm. 1843)
- 20 listopada - Robert Wright, amerykański polityk, senator ze stanu Maryland (zm. 1826)
- 3 grudnia - George Cabot, amerykański polityk, senator ze stanu Massachusetts (zm. 1823)
- 6 grudnia – Andrzej Hubert Fournet, francuski duchowny katolicki, święty (zm. 1834)
- 16 grudnia - Stanisław Sołtyk, polski szlachcic, polityk (zm. 1833)

- data dzienna nieznana: 
  - Kasper Klaudiusz Maignien, francuski duchowny katolicki, męczennik, błogosławiony (zm. 1792)
  - Jakub Zhou Wenmo, chiński duchowny katolicki, misjonarz, męczennik, błogosławiony (zm. (1801)

## Zmarli
- 4 stycznia – Gabriel Cramer, szwajcarski matematyk (ur. 1704)
- 14 stycznia – Devasahayam Pillai, hinduski męczennik, błogosławiony katolicki (ur. 1712)
- 25 lipca – Antoni Lucci, włoski franciszkanin, biskup, błogosławiony katolicki (ur. 1681)

## Święta ruchome
- Tłusty czwartek: 10 lutego
- Ostatki: 15 lutego
- Popielec: 16 lutego
- Niedziela Palmowa: 26 marca
- Wielki Czwartek: 30 marca
- Wielki Piątek: 31 marca
- Wielka Sobota: 1 kwietnia
- Wielkanoc: 2 kwietnia
- Poniedziałek Wielkanocny: 3 kwietnia
- Wniebowstąpienie Pańskie: 11 maja
- Zesłanie Ducha Świętego: 21 maja
- Boże Ciało: 1 czerwca